# Pláka (La Canée)
Pour les articles homonymes, voir Pláka (homonymie).
Pláka, en grec moderne : Πλάκα, est un village du dème d'Apokóronas, dans le district régional de La Canée, de la Crète, en Grèce. Selon le recensement de 2011, la population de Pláka compte 373 habitants.
Le village est situé à 18 km de La Canée et à une altitude de 90 mètres.

## Recensements de la population
| Recensements | 1900 | 1920 | 1928 | 1940 | 1951 | 1961 | 1971 | 1981 | 1991 | 2001 | 2011 |
| ------------ | ---- | ---- | ---- | ---- | ---- | ---- | ---- | ---- | ---- | ---- | ---- |
| Population   | 379  | 340  | 327  | 375  | 314  | 256  | 200  | 194  | /    | 302  | 393  |